# Ada Negri

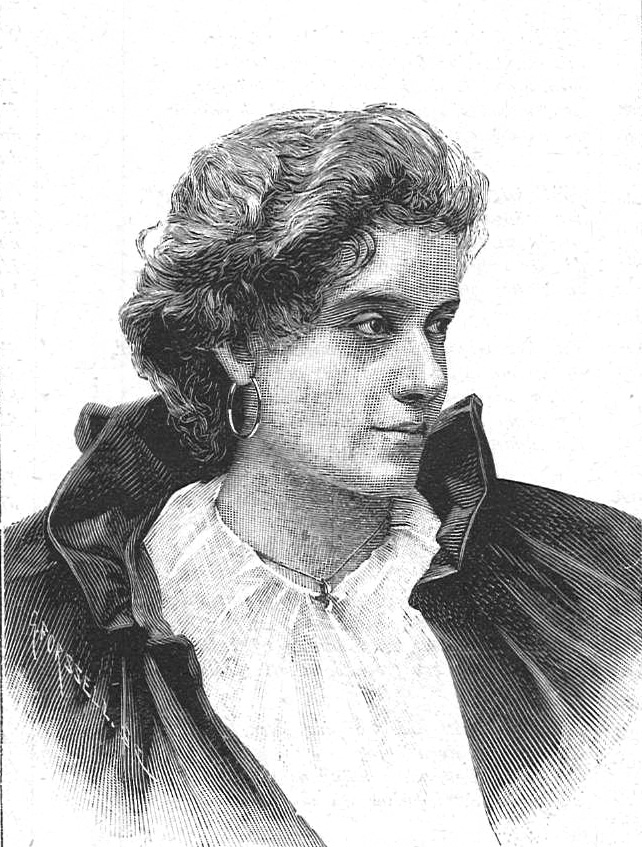
Ada Negri. Xylografi i Idun 1895, nr 12.

Ada Negri, född 3 februari 1870, död 11 januari 1945, var en italiensk författare.

## Biografi
Negri var dotter till fattig arbeterska och blev folkskollärarinna. 
Sina första dikter ställde hon helt i den sociala propagandans tjänst med verks om Fatalitá (1892) och Tempeste (1896). Sedan och gift sig och blivit förälder besjöng hon moderskapets lov i Maternità (1904). Därefter kom en period då Negri bytte den bundna formen mot en obunden i självbiografin Stella mattutina (1921), novellsamlingarna Le strade (1917), Sorelle (1926) och Sorelle (1928) jämte andra verk.
Hon var en av grundarna av Unione Femminile Nazionale.